# Francisco I. Madero (Tecpatán)
Francisco I. Madero es una localidad del estado mexicano de Chiapas. Es parte del municipio de Tecpatán.

## Toponimia
El nombre de la localidad rinde homenaje a Francisco I. Madero, presidente de México de 1911 hasta su asesinato en 1913.

## Demografía
| Gráfica de evolución demográfica |
|                                  |

| Censo | Población |
| ----- | --------- |
| 1930  | 98        |
| 1940  | 165       |
| 1950  | 299       |
| 1960  | 512       |
| 1970  | 683       |
| 1980  | 1 041     |
| 1990  | 1 205     |
| 2000  | 1 398     |
| 2010  | 1 398     |
| 2020  | 1 461     |